# Łachowce
Łachowce – wieś w Polsce położona w województwie lubelskim, w powiecie tomaszowskim, w gminie Telatyn.
W latach 1975–1998 miejscowość administracyjnie należała do województwa zamojskiego.
We wsi znajduje się cmentarz prawosławny z XIX w.
Wieś stanowi sołectwo gminy Telatyn. Według Narodowego Spisu Powszechnego z roku 2011 wieś liczyła 140 mieszkańców.
Wierni Kościoła rzymskokatolickiego należą do parafii św. Jana Chrzciciela w Rzeplinie.

## Historia
Wieś notowana od roku 1406. W roku tym Siemowit IV nadaje wsie Steniatyn i Lachowce (Łachowce), Stanisławowi z Wysokiej w ziemi czerskiej – swojemu servitorowi (sługa, asystent), znanemu też jako Stanisław Rykała herbu Jastrzębiec (protoplasty rodu Rzeplińskich). Po zamianie dóbr pomiędzy braćmi, co stało się w roku 1409, Prędocie (brat Stanisława) przypadły Steniatyn i Lachowce. Następnie Steniatyn i Lachowce znalazły się w posiadaniu Dobiesława z Byszowa w ziemi sandomierskiej, herbu Nieczuja, zajmującego kolejno najwyższe godności w ziemi bełskiej – rojalisty w czasie inkorporacji ziemi bełskiej do Korony (rok 1462).
W 1881 roku wieś posiadała rozległość ogólną 730 mórg z tego włościańskich było 249 mórg, dworskich 481, właścicielem był dr Feliks Głogowski, który przejął tę wieś od Górskich. Ludność w 27 osadach liczyła 219 dusz.
Według spisu miast, wsi, osad Królestwa Polskiego z 1827 było tu 27 domów i 169 mieszkańców.
W 1921 roku wieś liczyła 178 Polaków, 78 Rusinów i 17 Żydów.
Dnia 9 kwietnia 1944 roku (inne źródło podaje 22 maja 1945 roku) banda upowców dokonała napadu na wieś i zamordowała 53 Polaków.